# Ilja Muromets
|  | For filmen, se Ilja Muromets (film fra 1956) |
Ilja Muromets eller Murometz,  også kendt som Ilja af Murom, er en bogatyr i en "byline" (en slags fortælling på vers) i Kijevrigets tid. Han er ofte omtalt sammen med de andre bogatyrer Dobrynja Nikititj og Aljosja Popovitj.
Der er blevet gjort forsøg på at identificere en mulig historisk person bag karakteren. Hovedkandidaten er munken Ilja Petjerskij (Илия Печерский) fra det 12. århundrede i Petjerskaklostret i Kijev, som blev kanoniseret i 1643. Hans relikvier er bevaret i klostret.

## Ilja ibyline
Ilja Muromets er en hovedfigur i byline, en type russisk episk folklore indsamlet i det 18. og 19. århundrede.
Ilja blev født som bondesøn i landsbyen Karatjarovo, nær Murom. Han led af en alvorlig sygdom i sin ungdom og var ikke i stand til at gå, før han var 33. Han kunne kun ligge på et russisk komfur, indtil han mirakuløst blev helbredt af to pilgrimme. Han fik derefter overmenneskelig styrke af en døende ridder, Svjatogor, og satte sig for at befri byen Kijev fra Idolisjtje for at tjene Vladimir 1. af Kijev. Undervejs forsvarede han egenhændigt byen Tjernihiv mod nomadisk invasion (muligvis af kumaner) og blev tilbudt ridderskab af den lokale hersker, men Ilja afslog dette. I skovene i Brjansk dræbte han derefter det skovboende monster kendt som Nattergalerøveren (Solovei-Razboinik), som myrdede rejsende med sin kraftige fløjte.
I Kijev blev Ilja af Vladimir gjort til den øverste bogatyr, og han forsvarede landet mod talrige angreb fra steppefolket og tatarerne. Generøs og ligefrem, men også temperamentsfuld, gik Ilja engang amok og ødelagde alle kirketårnene i Kijev, efter at Vladimir undlod at invitere ham til en fest. Han blev hurtigt formildet, da Vladimir sendte bud efter ham.

## Ilja Petjerskij
Nogle tyder på, at fortællingen om Ilja Muromets er modelleret over Ilja Petjerskij, en munk fra det 12. århundrede i Petjerskaklostret, som blev født i Karatjarovo, nær Murom, og kanoniseret i 1643. Ifølge hagiografi, før han aflagde sine klosterløfter, var Ilja Petjerskij en kriger berømt for sin styrke. Hans kaldenavn var "Tobotok", hvilket betyder "(lille) støvle", givet til ham efter en hændelse, hvor Ilja Petjerskij kæmpede mod fjender med kun sin støvle efter at været blevet overrasket af fjenderne.
I 1988 tilgik sovjetiske arkæologer Ilja Pecherskijs rester, som var opbevaret i klostret, og studerede dem. Deres rapport antydede, at i det mindste nogle dele af legenden kan være sande: Manden var høj, og hans knogler bar tegn på rygsygdom i en tidlig alder og mærker fra adskillige sår, hvoraf et var dødeligt.

## Legendestatus
Hans karakter repræsenterer sandsynligvis ikke en unik historisk person, men snarere en sammensmeltning af flere virkelige eller fiktive helte fra vidt forskellige epoker. Således tjente Ilja angiveligt Vladimir 1. af Kiev (r. 980–1015); han kæmpede mod Batu Khan, grundlæggeren af Den Gyldne Horde (ca. 1205 – ca. 1255); han reddede Konstantin den gudsfrygtige, kejseren fra Konstantinopel, fra et monster (der var en række byzantinske kejsere ved navn Konstantin, en af der var samtidig med Vladimir 1, var Konstantin 8. (r. 962–1028); det kunne også være en reference til Konstantin 7. Porphyrogennetos (r. 913–959), som stødte på Olga af Kijev i 950'erne; men den ene kejser i Konstantinopel med dette navn, der mest sandsynligt ville blive kaldt "Gudsfrygtige", var Konstantin 11. r. 1449–1453).

## Skildringer
- Catterino Cavos' opera fra 1807 Ilja Bogatyr
- Viktor Vasnetsovs maleri fra 1898 Bogatyrs (midterfigur).
- Nikolaj Rerikhs maleri fra 1910, Ilja Muromets
- Reinhold Glières symfoni nr. 3 fra 1911 (Ilja Muromets) i h-mol, op. 42
- Ilja Muromets er afbildet på det russiske frimærke fra 1913.
- Viktor Vasnetsovs maleri fra 1914 Ilja Muromets .
- Aleksandr Ptusjko spillefilm fra 1956 Ilya Muromets
- Konstantin Vasiljevs malerier fra 1974 og 1977.
- Ilya Muromets: the Prologue (1975) og Ilya Muromets og Nightingale the Robber (1978), en duologi af animerede kortfilm af Ivan Aksentjuk.
- Den franske forfatter Antoine Volodine, der skrev under pseudonymet Elli Kronauer, genopfandt karakteren i "Ilia Mouromietz et le rossignol brigand" (1999), den første af en række bøger dedikeret til heltene fra russisk byline.
- Liz Williams ' Nine Layers of Sky (2003) skriver en moderne beretning om Ilja.
- Juraj Červenáks historiske fiktion, Bogatyr-trilogi (2006-2008).
- The Three Bogatyrs (2004-igangværende), en animationsfilm-serie af Melnitsa studio.
- Flere isbrydere har fået navnet "Ilja Muromets", ligesom Sikorsky byggede et bombefly, Sikorsky Ilja Muromets